# Lista de primeiros-ministros do Sri Lanka

Brasão de Sri Lanka.

O primeiro-ministro é o chefe do gabinete de ministros do Sri Lanka. Porém não é chefe de governo do país – o presidente exerce tanto as funções de chefe de Estado quanto as de chefe  de governo. A atual primeira-ministra é Harini Amarasuriya.
Desde 1947 – antes da independência do país, que ocorreu em 4 de fevereiro de 1948 – até presente, Sri Lanka teve 14 primeiros ministros. O país tornou-se independente sob o nome de Ceilão, e seu chefe de Estado era o rei da Inglaterra. En 1972 o país tornou-se uma república e modificou seu nome para Sri Lanka.
Em 1978 o então primeiro-ministro  introduziu modificações na constituição do país, através das quais a figura do presidente da república se tornou chefe de estado e também chefe de governo do país, reduzindo-se os poderes do primeiro-ministro, que se tornou apenas uma figura nominal.

## Primeiros ministros doCeilão(1947-1972)
| Nº | Nome                                                     | Retrato | Início do governo      | Final do governo       | Partido                 |
| -- | -------------------------------------------------------- | ------- | ---------------------- | ---------------------- | ----------------------- |
| 1  | Don Stephen Senanayake (1884–1952)                       |         | 24 de setembro de 1947 | 22 de março de 1952    | United National Party   |
| 2  | Dudley Shelton Senanayake (1911–1973) (1ª vez)           |         | 26 de março de 1952    | 12 de outubro de 1953  | United National Party   |
| 3  | John Lionel Kotelawala (1897–1980)                       |         | 12 de outubro de 1953  | 12 de abril de 1956    | United National Party   |
| 4  | Solomon West Ridgeway Dias Bandaranaike (1899–1959)      |         | 12 de abril de 1956    | 26 de setembro de 1959 | Sri Lanka Freedom Party |
| 5  | Wijeyananda Dahanayake (1902–1997)                       |         | 26 de setembro de 1959 | 20 de março de 1960    | Sri Lanka Freedom Party |
| 6  | Dudley Shelton Senanayake (1911–1973) (2ª vez)           |         | 21 de março de 1960    | 21 de julho de 1960    | United National Party   |
| 7  | Sirimavo Ratwatte Dias Bandaranaike (1916–2000) (1ª vez) |         | 21 de julho de 1960    | 25 de março de 1965    | Sri Lanka Freedom Party |
| 8  | Dudley Shelton Senanayake (1911–1973) (3ª vez)           |         | 25 de março de 1965    | 29 de maio de 1970     | United National Party   |
| 9  | Sirimavo Ratwatte Dias Bandaranaike (1916–2000) (2ª vez) |         | 29 de maio de 1970     | 22 de maio de 1972     | Sri Lanka Freedom Party |

## Primeiros ministros doSri Lanka(1972-Presente)
| Nº | Nome                                                     | Retrato | Início do governo      | Final do governo              | Partido                                                                                 |
| -- | -------------------------------------------------------- | ------- | ---------------------- | ----------------------------- | --------------------------------------------------------------------------------------- |
| 9  | Sirimavo Ratwatte Dias Bandaranaike (1916–2000) (2ª vez) |         | 22 de maio de 1972     | 23 de julho de 1977 (Nota 2)  | Sri Lanka Freedom Party                                                                 |
| 10 | Junius Richard Jayewardene (1906–1996)                   |         | 23 de julho de 1977    | 4 de fevereiro de 1978        | United National Party                                                                   |
| 11 | Ranasinghe Premadasa (1924–1993)                         |         | 6 de fevereiro de 1978 | 2 de janeiro de 1989 (Nota 3) | United National Party                                                                   |
| 12 | Dingiri Banda Wijetunga (1916 - 2008)                    |         | 6 de março de 1989     | 7 de maio de 1993             | United National Party                                                                   |
| 13 | Ranil Wickremesinghe (1949 -) (1ª vez)                   |         | 7 de maio de 1993      | 19 de agosto de 1994          | United National Party                                                                   |
| 14 | Chandrika Bandaranaike Kumaratunga (1945–)               |         | 19 de agosto de 1994   | 12 de novembro de 1994        | Sri Lanka Freedom Party                                                                 |
| 15 | Sirimavo Ratwatte Dias Bandaranaike (1916–2000) (3ª vez) |         | 14 de novembro de 1994 | 9 de agosto de 2000           | Sri Lanka Freedom Party                                                                 |
| 16 | Ratnasiri Wickremanayake (1933–2016) (1ª vez)            |         | 10 de agosto de 2000   | 7 de dezembro de 2001         | Sri Lanka Freedom Party                                                                 |
| 17 | Ranil Wickremesinghe (1949–) (2ª vez)                    |         | 9 de dezembro de 2001  | 2 de agosto de 2004           | United National Party                                                                   |
| 18 | Mahinda Rajapaksa (1945–)                                |         | 6 de agosto de 2004    | 19 de novembro de 2005        | Sri Lanka Freedom Party, com alguns membros do partido United People's Freedom Alliance |
| 19 | Ratnasiri Wickremanayake (1933–2016) (2ª vez)            |         | 19 de novembro de 2005 | 21 de abril de 2010           | Sri Lanka Freedom Party                                                                 |
| 20 | Disanayaka Mudiyanselage Jayaratne (1931–2019)           |         | 21 de abril de 2010    | 9 de janeiro de 2015          | Sri Lanka Freedom Party                                                                 |
| 21 | Ranil Wickremesinghe (1949-) (3ª vez)                    |         | 9 de janeiro de 2015   | 26 de outubro de 2018         | United National Party                                                                   |
| 22 | Mahinda Rajapaksa (1945–)                                |         | 26 de outubro de 2018  | 15 de dezembro de 2018        | United People's Freedom Alliance                                                        |
| 23 | Ranil Wickremesinghe (1949-) (4ª vez)                    |         | 16 de dezembro de 2018 | 21 de novembro de 2019        | United National Party                                                                   |
| 24 | Mahinda Rajapaksa (1945–) (3ª vez)                       |         | 21 de novembro de 2019 | 9 de maio de 2022             | United People's Freedom Alliance                                                        |
| 25 | Ranil Wickremesinghe (1949–) (5ª vez)                    |         | 12 de maio de 2022     | 13 de julho de 2022           | United National Party                                                                   |
| 26 | Dinesh Gunawardena (1949-)                               |         | 22 de julho de 2022    | 23 de setembro de 2024        | Mahajana Eksath Peramuna                                                                |
| 27 | Harini Amarasuriya (1970-)                               |         | 24 de setembro de 2024 | presente                      | National People's Power                                                                 |